# Théorie des catégories supérieures
En mathématiques, la théorie des catégories supérieures est la partie de la théorie des catégories à un ordre supérieur, ce qui signifie que certaines égalités sont remplacées par des flèches explicites afin de pouvoir étudier explicitement la structure derrière ces égalités. La théorie des catégories supérieures est souvent appliquée en topologie algébrique (en particulier en théorie de l'homotopie ), où l'on étudie les invariants algébriques des espaces, tels que leur ∞-groupoïde fondamental faible.

## Catégories supérieures strictes
Une catégorie ordinaire a des objets et des morphismes, appelés 1-morphismes dans le contexte de la théorie des catégories supérieures. Une 2-catégorie généralise cela en incluant également des 2-morphismes entre les 1-morphismes. On définit alors récursivement les n-morphismes entre (n − 1)-morphismes et les n -catégories.
De même que la catégorie dite Cat, qui est la catégorie des petites catégories et des foncteurs est en fait une 2-catégorie avec des transformations naturelles comme 2-morphismes, la catégorie n - Cat des (petites) n-catégories est en fait une (n + 1)-catégorie.
Une n -catégorie est définie par récurrence sur n par :
- Une 0-catégorie est un ensemble,
- Un (n + 1)-catégorie est une catégorie enrichie sur la catégorie n - Cat.

Ainsi, une 1-catégorie n'est qu'une catégorie (localement petite).
La structure monoïdale de Set est celle donnée par le produit cartésien comme tenseur et du singleton comme unité. En fait, toute catégorie avec des produits finis peut recevoir une structure monoïdale. La construction récursive de n-Cat fonctionne bien car si une catégorie C a des produits finis, la catégorie des catégories C -enrichies a aussi des produits finis.
Bien que ce concept soit trop strict pour certains objectifs, par exemple en théorie de l'homotopie, où les structures « faibles » apparaissent sous la forme de catégories supérieures, des groupoïdes d'homotopie supérieure cubiques strictes sont également apparus comme donnant une nouvelle base à la topologie algébrique.

## Catégories supérieures faibles
Dans les n-categories faibles, les conditions d'associativité et d'identité ne sont plus strictes (c'est-à-dire qu'elles ne sont pas données par des égalités), mais sont satisfaites à un isomorphisme de niveau supérieur près. Un exemple en topologie est la composition des chemins, où les conditions d'identité et d'association ne tiennent que jusqu'à la reparamétrisation, et donc jusqu'à l'homotopie.